# Аутизм
Аути́зм, або авти́зм (від грец. autos — «сам») — основний розлад нейророзвитку, який характеризується наявністю симптомів порушення соціальної взаємодії, обмеженого інтересу та повторюваної поведінки.
Людині з аутизмом часто важко: сприймати порушення повсякденного розпорядку, спілкуватися та взаємодіяти з іншими людьми, зрозуміти як думають чи що відчувають інші люди. 
Синонімом аутизму є термін розлад аутистичного спектра (РСА). РСА — єдиний розлад у сфері дитячої психіатрії, кількість випадків якого продовжує зростати.
Патофізіологія РАС залишається недостатньо вивченою та невідомою.
Клінічні дослідження вказують на те, що жінки з аутизмом мають менш обмежені інтереси та більш складні труднощі у спілкуванні ніж чоловіки.

## Статистика
Питання статистики аутизму тісно пов'язане з історією дослідження цього нейророзладу. Статистика також є різною в різних країнах. У 1960-1970-х роках аутизм діагностували в однієї дитини з 10 000 — і це були в основному випадки так званого генетичного аутизму, коли з перших днів життя дитини спостерігалася симптоматика аутизму. Починаючи зі середини 1980-х років фахівці відмітили сплеск захворювання аутичного спектру: в Америці статистика говорила про одного хворого на 160 здорових дітей. В Ізраїлі — один хворий на 200 здорових. У Канаді аутизм діагностується в однієї дитини з 500. Проте статистика генетичного аутизму залишилася незмінною: 1 на 10 000, а все зростання захворюваності припадає на так званий регресивний аутизм, при якому дитина нормально розвивалася до року, але у віковому проміжку від року до трьох раптом починала втрачати навички, припиняла звертати увагу на батьків — тобто ставала аутистом.
За статистикою, опублікованою американським Центром контролю і профілактики захворювань у 2013 році, 1 з 88 американських дітей страждала на аутизм. Сучасні британські статистичні дані говорять, що за останні п'ять років збільшилася не лише кількість дітей, що страждають аутизмом, але також спостерігається збільшення на 15 % кількості дітей, у яких є поведінкові, емоційні та соціальні проблеми. Це говорить про те, що практично кожен десятий школяр класифікується як дитина, у якої є якісь особливі потреби.
За даними 2014 року в США до дітей з розладами аутистичного спектра зараховують кожну дитину з 63 дітей. Різке збільшення кількості дітей з аутизмом порівняно з минулим роком дещо можна пояснити зміною діагностичних критеріїв, оскільки з січня 2014 року вже працюють діагностичні критерії DSM-5.
За даними ВООЗ, кожна з 160 дітей має розлад спектру аутизму (ASD). Він починаються в дитинстві й, як правило, триває в підлітковому та дорослому віці.
По всьому світу люди з ASD часто піддаються стигмі, дискримінації та порушенням прав людини. У всьому світі доступ до послуг та підтримки людей з ASD є недостатнім.
На основі епідеміологічних досліджень, проведених протягом останніх 50 років, поширеність ASD у всьому світі зростає. Існує багато можливих пояснень цього очевидного збільшення, включаючи покращення обізнаності, розширення діагностичних критеріїв, кращі діагностичні засоби та покращену звітність щодо захворювання.

## Термін та категоризація проблеми
Аутизм і розлади аутистичного спектру (РАС) відображені в найновішій Міжнародній класифікації хвороб (МКХ) 11 перегляду. Аутизм в МКХ-11 представлено в пункті 6A02, де його описано так:
|  | Розлад аутистичного спектру характеризується стійким дефіцитом здатності ініціювати та підтримувати двосторонню соціальну взаємодію та соціальне спілкування, а також низкою обмежених, повторюваних та негнучких моделей поведінки, інтересів чи діяльності, які є явно нетиповими або надмірними для віку та соціокультурного контексту людини. Початок розладу відбувається у період розвитку, зазвичай у ранньому дитинстві, але симптоми можуть стати помітними і пізніше, коли соціальні вимоги перевищують обмежені можливості. Дефіцит є достатньо серйозним, щоб спричинити порушення в особистій, сімейній, соціальній, освітній, професійній або інших важливих сферах функціонування, і зазвичай є скрізною рисою функціонування людини, яку можна спостерігати в усіх умовах, хоча він може змінюватися залежно від соціального, освітнього чи іншого контексту. Особистості з аутистичного спектру демонструють повне різноманіття інтелектуального функціонування та мовних здібностей. |

Американська психіатрична асоціація об'єднує розлади аутизму під назвою «Розлади спектру аутизму» (DSM-V F84.0).
Уперше термін «аутистичний» впровадив у медичну практику швейцарській психіатр Ойген Блейлер у 1908 році для опису втечі від соціального життя, яка спостерігалась у дорослих, хворих на шизофренію.
Цю самостійну проблему вперше описав уродженець України доктор Лео Каннер у 1943 році у своїй ранній роботі «Аутистичні порушення емоційного контакту» [Архівовано 25 березня 2019 у Wayback Machine.]. Саме він визначив ряд ознак, характерних для всіх аутистів:
- Крайня аутистична самотність — діти не здатні нормально налагоджувати відносини з іншими людьми, але виглядали абсолютно щасливими, коли залишались самі.
- Нездоланне нав'язливе прагнення до постійності — діти дуже розчаровувалися, коли відбувались зміни у звичайному ході подій чи обстановці.
- Чудова механічна пам'ять — діти, яких бачив Каннер, були здатні запам'ятати велику кількість абсолютно даремної інформації (наприклад, номери сторінок у предметному вказівнику енциклопедії), що абсолютно не відповідало різкому зниженню інтелекту, яке проявлялось в усіх інших сферах.
- Відтерміновані ехолалії — діти повторювали фрази, які чули, але не використовували (чи з великими складнощами використовували) мову для комунікації.
- Гіперчутливість до сенсорних впливів — діти, за якими Каннер спостерігав, дуже бурхливо реагували на певні звуки й явища, так як: шум паротягу, ліфту чи, навіть, вітру. У деяких дітей були труднощі з прийомом їжі або дивні вподобання в їжі.
- Обмеженість репертуару спонтанної активності — у дітей спостерігались стереотипні рухи, репліки, інтереси.
- Хороші когнітивні завдатки — Каннер був переконаний, що надзвичайна пам'ять і моторна спритність, які відрізняють деяких дітей, свідчать про високий інтелект, не зважаючи на те, що в багатьох із цих дітей були відмічені виражені складнощі в навчанні.
- Високоосвічені сім'ї — Каннер відмічав, що в його пацієнтів були високоінтелектуальні батьки.

Пізніше, Каннер і Аспергер, у 1952 році, зі всіх ознак як ключові складові аутизму Каннер виділив тільки дві: «Крайнє відчуження і нав'язливе прагнення до збереження одноманітності обстановки». Інші симптоми він розглядав або як вторинні відносно цих двох і ними спричинені (наприклад, послаблення комунікації), або як неспецифічні для аутизму (наприклад, стереотипії).
Нетипова поведінка людей з аутизмом пояснюється тим, що мозок дитини чи дорослого з аутизмом не може опрацювати  ту кількість і рівень сенсорної інформації, яку вони отримують із зовнішнього світу і яка є звичною для більшості людей.[відсутнє в джерелі]
Негнучкість чи зацикленість і відсутність допомоги може призводити до сильних емоційних реакцій - істерик. Основна допомога, яку можна надати людині з аутизмом - це неосудливе ставлення у всіх ситуаціях, де кожен може бути дотичним.

## Дитячий аутизм
| Вік у місяцях | Нормальний розвиток мовлення | Розвиток мовлення при аутизмі |
| ------------- | --- | --- |
| 2             | Вимова голосних звуків, агукання. | |
| 6             | «Діалоги» у вигляді вимови голосних звуків або повернення в бік батьків. Поява приголосних. | Плач дитини важко зрозуміти. |
| 8             | Різні інтонації в агуканні, включаючи інтонації запитання. | обмежене, незвичайне агукання, схоже з виском, криком. Діти не імітують звуки, жести, вирази обличчя.                                                                                        |
| 12            | Поява перших слів. Використання лексики з інтонацією, схожою на пропозицію. Мова частіше використовується для коментування довкілля.                                                                                      | Можуть з'являтися перші слова, але часто не використовуються за призначенням. |
| 18            | Словниковий запас 3-50 слів. Починає складати словосполучення з 2-х слів. | |
| 36            | Словниковий запас близько 100 слів. Багато граматичних морфем використовуються належним чином. Ехолалістичне повторення не є частим у цьому віці. Зростає використання мови для позначення «там і тоді».                  | Комбінації слів зустрічаються рідко. Може повторювати фрази, ехолалії, але використання мови не творче. Поганий ритм, інтонація. Бідна артикуляція приблизно в половини дітей, які говорять. |
| 48            | Використовує комплексні структури речення. Може підтримувати тему розмови й додавати нову інформацію. Запитує значення висловів. Пристосовує рівень мови залежно від слухача (наприклад, спрощує для дворічного слухача). | Може творчо створити декілька комбінацій з 2-3 слів. Ехолалії залишаються. Копіює ведучих телевізійних передач. Вимовляє прохання.                                                           |

## Різні дослідження аутизму
Радянський дитячий психіатр Груня Сухарева у 1925 році опублікувала новаторську статтю, яка містила шість прикладів і детальний опис шизоїдного розладу особистості у дітей під назвою «Шизоїдні психопатії в дитячому віці», де було вперше в науковій літературі описано дитячий аутизм. Проте її праці не перекладені тоді англійською і не були поширені серед інших науковців у західному світі.
У 1944 році, після того як Лео Каннер опублікував свою працю, австрійський терапевт Ганс Аспергер опублікував дисертацію, присвячену «аутистичній психопатії» в дітей. Визначення Каннера і Аспергера схожі у багатьох відношеннях, що й особливо дивно, якщо згадати, що жоден з них не знав про новаторську роботу іншого: для опису пацієнтів обох дослідників і термін «аутистичний» сам по собі є незвичним збігом, що й відображає їхню спільну переконаність у тому, що соціальні проблеми дітей є найважливішою характерною ознакою цього порушення. І Каннер, і Аспергер вважали, що при аутизмі соціальний дефект є вродженим (згідно з Каннером), чи конституційним (згідно з Аспергером), — і зберігається протягом усього життя. Крім того, і Каннер, і Аспергер відмічали труднощі у дітей з аутизмом зі зоровим контактом, стереотипні слова і рухи, а також супротив змінам. Обидва автори повідомляли про специфічні інтереси пацієнтів-аутистів, нерідко такі, які торкаються незвичних або спеціальних тем чи предметів.
Майкл Раттер, провідний дослідник дитячої психіки з британської лікарні Модслі, який провів перше в історії генетичне дослідження аутизму, стверджував у 1972 році, що «дитина-аутист має дефіцит фантазії, а не надлишок».

## Аутизм і шизофренія
І Каннер, і Аспергер, виділили три основні ознаки у дітей, за якими описане ними порушення відрізняється від шизофренії:
- позитивна динаміка;
- відсутність галюцинацій;
- аутистичність з перших років життя, тобто зниження здібностей не наставало після періоду нормального функціонування.

Нарешті, і Каннер, і Аспергер дійшли висновку, що подібні риси були в багатьох батьків таких дітей — уникнення соціального життя чи не влаштованість в ньому, нав'язливе прагнення до звичного ходу подій, а також наявність незвичних інтересів, які виключають усе інше.
У 1971 році аутизм у світовій психіатричній спільноті остаточно відокремлено від шизофренії (Kolvin, 1971). Проте через виявлену генетичну природу аутизму (Rutter, 1998) цей діагноз займає у психіатрії те саме місце, що й шизофренія відносно тяжкості та принципів встановлення діагнозу.[джерело?]

## Розбіжності в дослідженнях Каннера й Аспергера
Опис аутичних пацієнтів Каннера й Аспергера відрізняються за трьома основними питаннями. Перше і найсуттєвіше розходження — мовленнєві можливості дітей. Розбіжності є також в описах моторних здібностей і координації. І, нарешті, останнє розходження в клінічних описах — здатність дітей до навчання. Каннер вважав, що його пацієнти були найбільш успішні, коли механічно завчали схему дій. Аспергер навпаки вважав, що його пацієнти досягали найкращих результатів, «коли дитина могла проявляти спонтанність», — і був переконаний, що в них є схильність до абстрактного мислення.
На сьогодні ні в кого не виникає сумніву, що і Каннер, і Аспергер описували тільки частину проявів розладів аутистичного спектру, іншу частину не виялено.

## Аутизм і порушення інтелектуального розвитку
У приблизно 80 % аутичних людей проявляються значні проблеми в навчанні (порушення інтелектуального розвитку). З іншого боку, серед людей з порушенням інтелектуального розвитку аутизм теж широко поширений (Bhaumik et al., 1997): при цьому повний варіант захворювання має місце в 17 %, а в людей з IQ менше 50 його частота сягає 27 % (Deb & Prasad, 1994), що й вказує на центральне значення аутизму в психіатрії порушення інтелектуального розвитку, дослідження якої часто пояснює наявні порушення.
Проте фахівці, які працюють з аутичними дітьми найбільш раннього віку (раннє втручання) відзначають, що правильний підхід дозволяє з першого погляду «ненавчених» аутистів навіть повертати в коло однолітків для подальшої соціалізації і навчання.
Серед дітей з розладами аутистичного спектра є також такі, які є обдарованими в тій чи іншій сфері діяльності поряд з тим, що діяльність, яка не збігається з цим колом інтересів, ігнорується.

## Причини виникнення аутизму
Вченими прийнята теорія, згідно з якою аутизм виникає через аномалію розвитку нервової системи: генетичну, екологічну, гормональну.
Через ген передається схильність до аутизму, через збій у генах, що відповідають за синаптичні зв'язки у головному мозку.  На розвиток захворювання впливають інші чинники. Серед причин, які сприяють виникненню аутизму, науковці називають:[джерело?]
- перенасичення організму важкими металами, нейротоксинами, а також деякі ліки, які вживаються при загрозі переривання вагітності (звідси — методи корекції «хелірування», детоксикація);
- інтоксикації через нейроінфекції або деякі гельмінтози;
- неправильний обмін серотоніну й інших речовин, електролітів та інших біохімічних чинників (звідси — медикаментозний метод, включаючи БАДи, амінокислоти, ферменти);
- анатомічні або функціональні порушення мозкової діяльності;
- наслідок бурхливого розвитку цивілізації: темп, стреси, нервозність;
- порушення кісткового і загального моторного розвитку (звідси — корекція хребта, нейрокінезотерапія, краніосакральна терапія, БОС-терапія);
- психологічні особливості сучасних людей (інфантилізація батьків веде до так званого психогенного аутизму).

Найважчий випадок із «внутрішніми» передумовами аутизму — це генетичні порушення, які практично не піддаються корекції, адже неможливо виправити ген у кожній клітині тіла. Але можливе покращенню стану.
Серед хлопчиків захворювання зустрічається в 3-4 рази частіше, ніж серед дівчаток. Є гіпотеза, що на розвиток аутизму може впливати рівень фетального тестостерону. Аномальний вплив тестостерону під час вагітності позитивно корелює з деякими ознаками аутизму та обернено пропорційний з соціальними навичками у дітей.

### Помилкові теорії
Існує поширене твердження, що, нібито, аутизм може бути спричинений наслідками вакцинації. Воно походить від заяв британського лікаря Ендрю Вейкфілда, який сфальшував публікацію в журналі The Lancet. Проте всі інші наукові дослідження демонструють, що між вакцинами та аутизмом немає причинного чи іншого зв'язку, і що інгредієнти вакцин не спричинюють аутизм.

## Відмінності нейророзладів аутистичного спектру хлопців та дівчат
Науковці проводили дослідження з метою виявити, які фізіологічні відмінності впливають на частоту виникнення аутизму у хлопців та дівчат, так як у останніх аутизм виявляють в чотири рази рідше. Дослідження проводили вчені Німеччини та США із застосуванням МРТ для 290 дітей з нейророзладом аутизму і для 139 нейротипових дітей без аутизму по 4 рази у віці від 2 до 13 років. Вчені відстежували процеси потоншання кори головного мозку, який у дітей обумовлений формуванням нейронних зв'язків і впорядкуванням сірої речовини мозку. 
У дівчат з аутизмом кора потоншувалась значно швидше ніж у нейротипових дівчат їхнього віку без аутизму, а у хлопців цей процес проходив повільніше ніж у нейротипових хлопців їхнього віку. 
Вчені визначили, що розвиток мозку дівчат з аутизмом значно більше відрізнявся від розвитку мозку у нейротипових дівчат їхнього віку. Найбільше ці зміни були помітні у віці від 3 років, і ставали менш помітними у віці 12 років. Результати дослідження були опубліковані у журналі Molecular Psychiatry. 
Ці дослідження засвідчили, що у дівчат вищий поріг виникнення аутизму, і менші шанси його набути.

## Лікування чи корекція
Надання медичної допомоги пацієнтам, які живуть з нейророзладами аутичного спектру, в Україні регламентовано Наказом МОЗ України від 15 червня 2015 року № 341«Про затвердження та впровадження медико-технологічних документів зі стандартизації медичної допомоги при розладах аутистичного спектра». В Україні діагноз аутизму може встановити тільки дитячий психіатр. Через це найбільш використовуваний засіб для лікування аутичних дітей — медикаментозний. Проте у всьому світі корекцією розладів аутистичного спектру займається мультидисциплінарна команда: лікарі, психологи, психотерапевти, логопеди.
Серед найпоширеніших методів корекції проявів аутизму в дітей — ABA-терапія (Applied Behavior Analysis – поведінковий прикладний аналіз). Однак критики цієї терапії стверджують, що ABA є занадто повторюваною та зосередженою на усуненні моделей поведінки замість розвитку навичок. Крім того, ця терапія спрямована на розвиток поведінки схожої до поведінки нейротипових людей, що не відповідає природним потребам аутистів.
Існує велика кількість альтернативних методик, але їхня ефективність не підтверджена науковими дослідженнями.
Одним із можливих варіантів лікування та адаптації дітей з аутизмом у майбутньому може стати робот, якого вже зараз випробовують у дитячих центрах Люксембургу, Франції, Бельгії та Німеччини. Компанія LuxAI презентувала модель QTrobot, котрий оснащений потужним процесором та камерою і не потребує додаткового обладнання. Пристрій перевірили на 15 хлопчиках віком від 4 до 14 років. Діти вдвічі частіше кидали погляд саме на робота та охочіше контактували з терапевтом.